# Polar 2

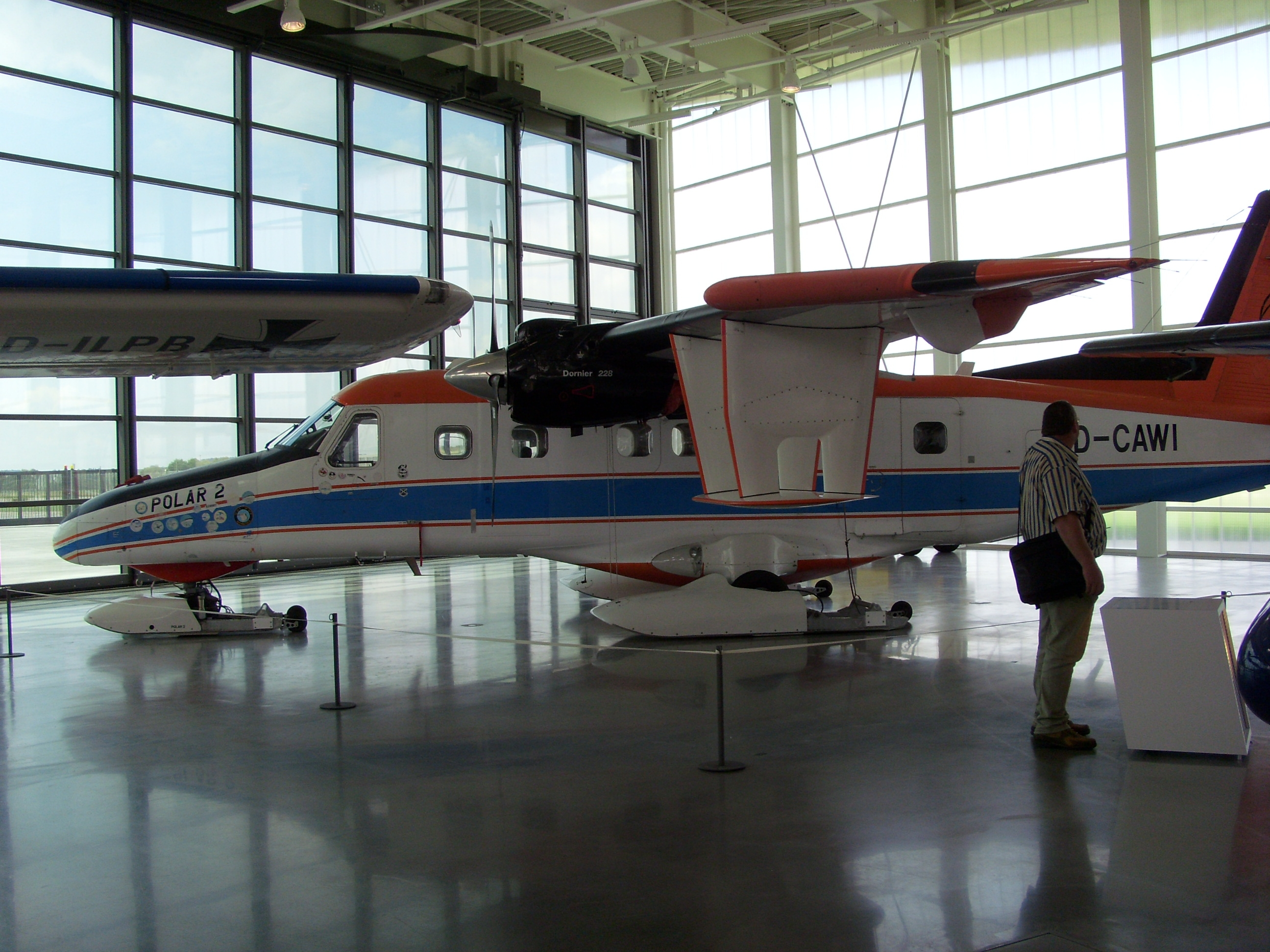
A Polar 2 Friedrichshafenben, a Dornier Múzeumban

A Polar 2 egy Dornier Do 228 repülőgép volt, melyet Németországban az Alfred Wegener Intézet (AWI) üzemeltetett. 
A Polar 2 és a Polar 3 az első német repülőgépek, amelyek elérték a Déli-sarkot, ahol 1984 decemberében szálltak le, majd öt hónapos Antarktisz-i misszió után indultak vissza Németországba.

## Története
A Polar 3 (FL 90) és a Polar 2 (FL 110) az Alfred Wegener Intézet két felmérési és kutatórepülője volt. Antarktiszi küldetésük végén indultak vissza Németországba. A két gép 1985. Február 24-én, helyi idő szerint körülbelül 14:45-kor szállt fel a szenegáli Dakar repülőteréről a Kanári-szigetekbeli Lanzarote repülőtérre tartva. Utazási magasságuk 2750 m volt, a két gép végső célpontja Németország, a bajorországi Oberpfaffenhofen közelében lévő Dornier repülőgépgyár volt.
A Polar 3-mal körülbelül 16:30 kor történt az utolsó rádiókapcsolat. Ezt követően a Polisario gerillák Dakhlától délre valamikor lelőtték, állítólag egy marokkói kémrepülővel összetévesztve. Az incidens során a Polar 3 legénységének mindhárom tagja – Herbert Hampel pilóta, Richard Möbius másodpilóta (mindketten 47 éves) és Josef Schmid (28) szerelő – meghalt. A Polar 2, öt perccel megelőzve a Polar 3-at, sértetlenül érkezett meg állomáshelyére. A Polar 3 legénységének holttestét végül öt nappal később találták meg.

## A repülőgép

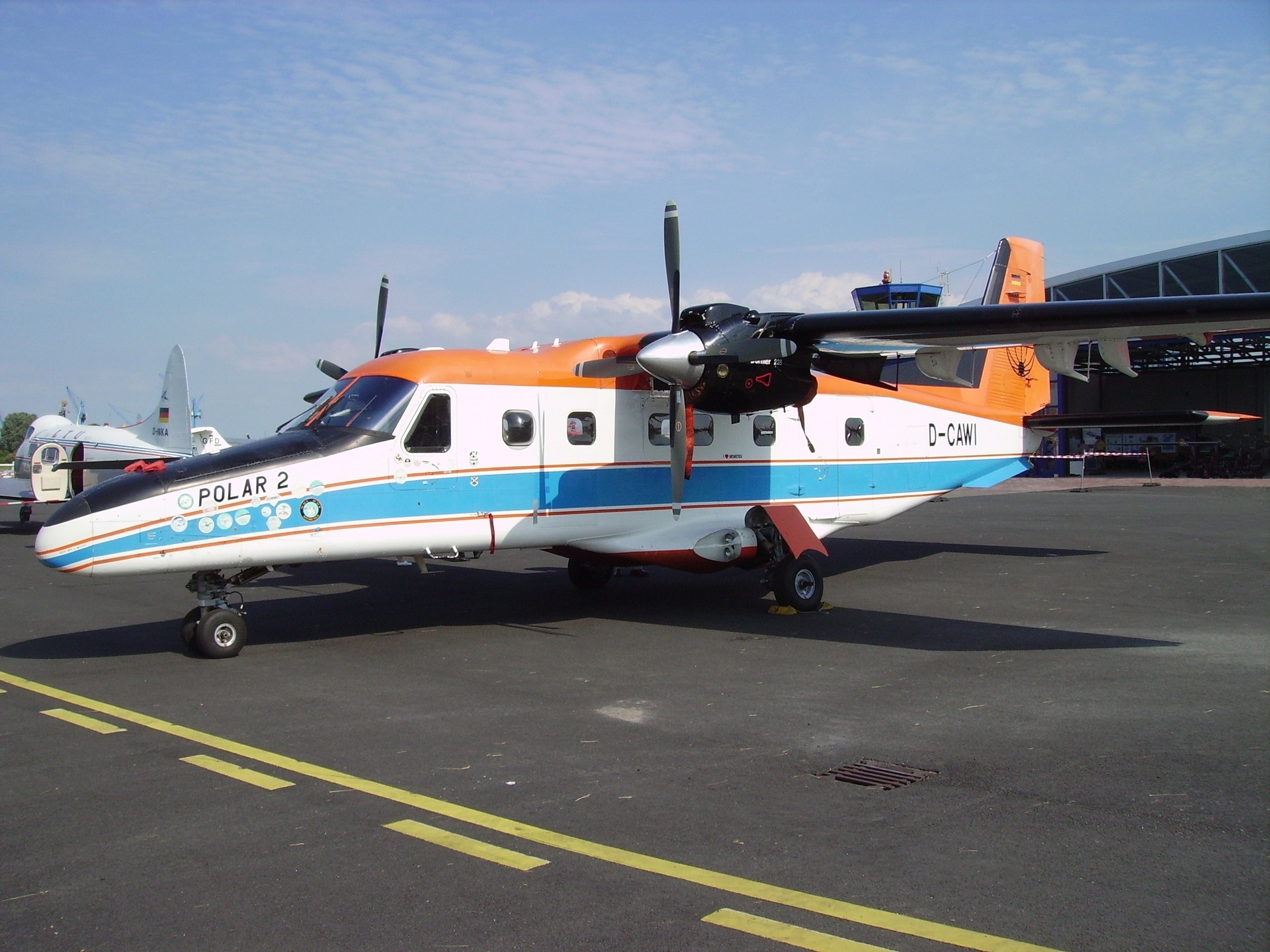
Az Alfred Wegener Sark- és Tengerkutató Intézet Polar 2 repülőgépe 2008-ban

A Polar 2 a német Dornier Repülőgépgyár Dornier 228 tipusú repülőgépének egy speciális változata volt, melyet kombinált kerék- és sífutóművel szereltek fel, ezáltal havon és kemény felületen is le tudott szállni. Fedélzetén módosított generátorok, segédtartályok, jégtelenítő rendszerrel is rendelkezik. A légcsavarok és a szárnyak, a sarki régiókban való használatra speciálisan voltak szigetelve. Ezen kívül a gépen GPS, vakrepülő berendezés (IFR) is található, és a gép rossz látási körülmények között is le tud szállni. A maximális felszálló tömeg közel 7 tonna. A Polar 2 és Polar 3 használhatók voltak felderítő, szállítási, kutatási és mentési küldetésekre is.
A repülőgéppel szállított tudományos berendezések a Föld mágneses és gravitációs mezőjének, felületi vezetőképességének, felszíni hőmérsékletének, jégvastagságának és a jégfelszín alatti topográfiai elrendezésének mérését végezték. A Polar 2 jobb szárnya alá szerelték fel az ugynevezett METEOPOD-ot, mely egy turbulencia-érzékelő. Ezt a braunschweigi Aerodata cég építette a Hannoveri Egyetem felügyeletével. A METEOPOD segítségével gyűjtik a következő adatokat: a szél iránya és sebessége, páratartalom és harmatpont, légnyomás, hőmérséklet és végül a talaj feletti magasságot radaros magasságmérő segítségével.

## Külső linkek
- Alfred Wegener Institute website (Alfred Wegener Intézet honlapja)
- (in German) Description of Polar 2 (with pictures)

https://en.yabiladi.com/articles/details/102697/1985-polisario-shot-down-first.html